# Juanelo Turriano
 Juanelo Turriano  o  Giovanni Torriani  (Cremona, Milanesat, 1501 - Toledo, Espanya, 1585) va ser un enginyer i inventor italo-espanyol.
Va arribar a Espanya l'any 1529 anomenat per Carles I, i ja com Juanelo Turriano, va ser nomenat rellotger reial i va construir per a Carlos el famós Cristal·lí, un rellotge astronòmic que li va fer ser conegut en la seva època, en el qual va ser capaç d'indicar la posició dels astres a cada minut per fer-ne interpretacions astrològiques.
Felip II el va nomenar matemàtic major. Reclamat pel papa Gregori XIII, va participar en la reforma del calendari.
Tornat a Espanya, Juan de Herrera li encarrega el disseny de les campanes del monestir de l'Escorial.
Va treballar i va viure a Toledo des de 1534, on va morir el 13 de juny de 1585 en la indigència. És fama que hi va construir un autòmat de fusta, anomenat l'Hombre de Palo: un carrer de la ciutat ho recorda per aquest fet. A més va inventar una espècie de metralladora rudimentària i algunes màquines voladores, dissenyades i construïdes per ell.

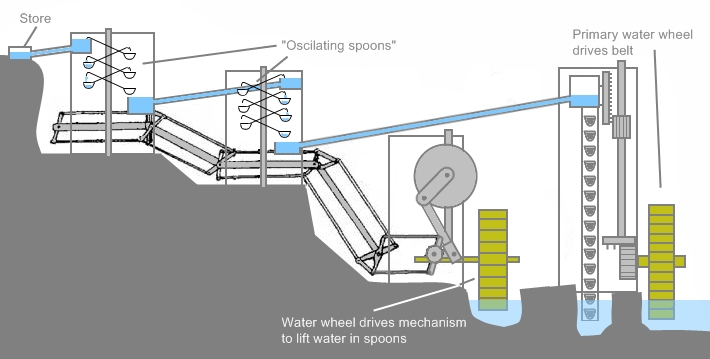
Esquema de lArtifici de Juanelo.

Però pel que és més conegut és per la màquina hidràulica que va construir per pujar l'aigua a Toledo des del riu, coneguda com l'Ingenio de Toledo  o Artifici de Juanelo. Sobre el seu funcionament hi ha encara controvèrsies, més o menys aclarides des del clàssic treball de l'enginyer Luis de la Escosura Morrogh (1888), fins al més recent Model amb escales de Valturio (2009) (sent fins i tot recreat a l'Exposició Universal de Sevilla el 1992 amb l'objectiu de fer funcionar un rellotge i durant la qual es va mantenir en funcionament), però el cert és que aconseguia portar l'aigua del riu Tajo fins a l'Alcázar, situat a gairebé 100 metres per sobre de la llera del riu. Basat en l'ús de la mateixa energia hidràulica del riu Tajo, constava de gran quantitat de "culleres" o "braços de fusta", engranades de manera enginyosa, que s'anaven passant l'aigua els uns als altres, en alçada creixent, de tal manera que podia elevar gran quantitat d'aigua salvant el desnivell. Pel que sembla es va mantenir en funcionament, amb un rendiment cada vegada menys a mesura que envellia i s'espatllava, fins a l'any 1639, s'ha calculat que en el seu millor moment podia pujar al voltant de 16-17 metres cúbics al dia (16000-17000 litres).
Segons les fonts escrites, es van construir dos artificis semblants: el primer, encarregat per l'Ajuntament, havia de portar l'aigua fins a l'Alcázar com a cota més alta de la ciutat, però l'exèrcit, propietari de l'Alcàsser, es va negar a repartir les aigües amb la ciutat. Així, l'ajuntament va encarregar un altre, que Juanelo va executar.
El problema de Juanelo, que pràcticament el va portar a la tomba, era que ningú volia pagar el primer dels artificis: l'Ajuntament perquè no rebia les aigües i l'exèrcit perquè no havia signat cap contracte. Entre uns i altres, Juanelo es va arruïnar i va ser enterrat modestament en un convent toledà.
Fou considerat l'autor d'Els vint-i-un llibres dels enginys i màquines, obra editada en la seva integritat per la Fundació Juanelo; pel que sembla també va escriure molts llibres i tractats, encara que com eren de temes militars es van considerar secrets en l'època en què va viure i no van arribar a veure la llum en el seu moment, sent publicats molts anys després.

## Juanelo Turriano en la literatura
L'any 2000 va ser publicada una aproximació biogràfica a la figura de Juanelo Turriano. Es tracta de la novel·la Les grulles de la tardor van volar sobre el Tajo. (Un enginy per al Cèsar), de l'escriptor Ricardo Sánchez Candelas, llibre en què es narren els últims anys de la vida de Turriano.
En el mateix any l'escriptor Jesús Ferrero va publicar Juanelo o l'home nou; el protagonista és la creació de Turriano.
El 2002 el periodista Baltasar Magre va escriure El cercle de Juanelo, novel·la que tracta sobre un estudi de la vida de Juanelo Turriano fet per uns amics durant l'època de Franco.
En la novel·la de José Vicente Pascual L'enginyer i el rei apareix Juanelo com detectiu a Yuste, dies abans de morir l'emperador Carles I.
La novel·la "Memòries d'un Home de Palo", d'Antonio Lázaro, gira entorn de la figura de Juanelo en la seva etapa de vida toledana.

## Hombre de Palo
Artifici construït per Giovanni Torriani (Cremona, Itàlia 1500? - Toledo 1585), més conegut com a Juanelo Turriano, inventor, arquitecte i rellotger reial de Carles I. Hi ha dubtes sobre la seva naturalesa i funció, però la llegenda més estesa a Toledo afirma que consistia en un aparell antropomòrfic de fusta, construït per tal de recollir almoines, amb capacitat per moure cames i braços. Algunes versions poc versemblants de la llegenda diuen que aquest artefacte era capaç de caminar buscant la caritat dels vianants, i que fins i tot era capaç d'inclinar-se en una reverència quan rebia alguna moneda. No hi ha molts documents històrics sobre la naturalesa de l'autòmat, ja que va ser cremat quan encara Turriano estava amb vida, però ha quedat constància del punt on es localitzava: l'antic carrer de les Asaderías de Toledo, actualment anomenada Carrer de l'Hombre de Palo.

## Font
- Luis de la Escosura i Morrogh, "L'artifici de Juanelo i el pont de Juli Cèsar", Memòries de la Reial Acadèmia de Ciències Exactes, Físiques i Naturals de Madrid (tom XIII, part 2.ª, 1888.
- Francesc Xavier Jufre Garcia, "L'artifici de Juanelo Turriano per elevar aigua a l'Alcázar de Toledo (s. XVI). Model amb escales de Valturio", Pagès Editors, 2008.
- Antonio Lázaro, "Memòries d'un Home de Palo", Suma de Lletres, 2009.